# Jan Jenczio
Jan Jenczio (1797-1884) – ewangelicki gospodarz mazurski w przygranicznej, pruskiej wsi Markowskie pod Oleckiem. Był miłośnikiem polskiej książki i bibliofilem, autorem wierszy i artykułów. Jako uczestnik ruchu gromadkarskiego wcielał w życie chrześcijańskie ideały w swoim najbliższym otoczeniu. Walczył z nałogami i zabobonami wśród Mazurów, w jego działalności widoczne było dążenie do zrozumienia zasad wiary oraz do moralnego udoskonalenia. Mówił tylko po polsku będąc jednocześnie lojalnym poddanym Królestwa Prus. Pisywał artykuły i wiersze do "Kalendarza Królewsko-Pruskiego".

## Życiorys
Był postacią nietuzinkową, doczekał się licznych wzmianek w pracach naukowych i popularnonaukowych. Pozostawił po sobie obszerną korespondencję. Udzielał się na rzecz sanacji Kościoła (ewangelickiego). Miał silnie wykształcone poczucie świadomości państwowej i czuł się Prusakiem. Był lojalnym poddanym monarchii pruskiej – można mówić o pewnego rodzaju patriotyzmie dynastycznym – przywiązaniu do państwa poprzez osobę panującego, obdarzonego sankcją boską „Kto się Królowi sprzeciwia, Bożemu się postanowieniu sprzeciwia”. Swoje poglądy na państwo Jenczio przedstawił w wydanej w 1862 r. broszurze swojego autorstwa, wydrukowanej z okazji wyborów do sejmu („Odezwa do oborców wiejskich” – nakład 1500 egz.). W 1866 r. w Ełku wygłosił do ponad 200 osób („wahlmanów”) na tematy religijne, nawiązując do zbliżających się wyborów. W rezultacie, jak sam napisał „ja prawie wszystkich wyborców przeciągnąłem na prawą stronę, a w następnych wyborach mogliśmy wybrać na posła konserwatystę”. Jego postawa została dostrzeżona i nagrodzona przez przedstawicieli lokalnych władz. 28 października 1866 r. w jego domu odwiedził go prezydent rejencji von Maurach oraz landrat z Olecka i w imieniu króla wyrazili mu podziękowania. Otrzymał też Order Czerwonego Orła Klasy IV (w tym czasie odznaczani nim byli zasłużeni urzędnicy, nauczyciele i duchowni).
Dzięki jego działalności (głęboko osadzonej w protestanckim podejściu do pracy) wieś, którą zamieszkiwał, stała się zasobniejsza. Stan budynków wyraźnie się poprawił, poprawa widoczna była także w uprawie roli i hodowli zwierząt gospodarskich. Nawet niezagospodarowane użytki zmieniały się w "kwitnące ogrody". Jego poczynania zwracały uwagę wielu osób i zyskiwały uznanie. Naczelne władze kościelne (ewangelickie), do których wysyłał listy, z powagą traktowały jego starania o to, by Mazurom zapewnić lepszą opiekę duchową. W pewnym sensie był chłopskim kaznodzieją, cieszącym się dużym autorytetem w społeczności lokalnej.
Większość artykułów prasowych o Janie Jenczi i wsi Markowskie, opierało się na sprawozdaniu pastora Fryderyka (Friedricha) Salomo Oldenberga z Centralnego Komitetu do spraw Misji Wewnętrznej w Berlinie. W swoim sprawozdaniu, pozostającym w rękopisie pod tytułem "Zur Kunde Masurens", poświęcił on osobny rozdział dokonaniom Jana Jenczi. W podróży z 1865 r. pastorowi pomagał Karol Sembrzycki, nauczyciel i poeta ludowy.
Olsztyński historyk Grzegorz Jasiński poszerzył dotychczasową wiedzę o Janie Jenczio w publikacji ogłoszonej w "Komunikatach Mazursko-Warmińskich" (1992 nr 2), gdzie przytoczył materiały dotychczas nieznane. 
Jenczio podkreślał swoje ścisłe związki z Ewangelickim Kościołem Unii Staropruskiej. Zawsze gorliwie uczęszczał na nabożeństwa. Jego działalność miała także charakter misyjny. Otrzymał zgodę konsystorza królewieckiego i organizował „godziny pobożności” w swoim własnym domu, na które zjawiało się przeciętnie około 60 osób. "Zacny Jan Jenczio" - jak go określał jeszcze za jego życia historyk Max Toeppen - pełnił także rolę świeckiego kaznodziei.
Dzięki powszechnemu uznaniu, mimo młodego wieku, gdy jeszcze jego ojciec prowadził gospodarstwo (nie był więc jeszcze samodzielnym gospodarzem) - wybrany został na przewodniczącego rady parafialnej przy kościele w Wieliczkach. Funkcję tę sprawował do końca życia. Jak wielu Mazurów ze starszego pokolenia, nie znał języka niemieckiego. Nie przeszkodziło mu to jednak, aby od 1840 roku zostać wójtem z wyboru (brak znajomości języka urzędowego bez wątpienia był utrudnieniem w sprawowaniu tej funkcji). Jego działalność musiała spotkać się z aprobatą, skoro po dziesięciu latach stanowisko wójta piastował jego starszy syn. W tym czasie Jan Jenczio kilkakrotnie był wybierany na ławnika w sądzie wiejskim.
Gromadził literaturę religijną w języku polskim. Zebrał 90 różnych tytułów, w tym czternaście zbiorów kazań. Za największy swój skarb uważał postyllę Marcina Lutra (wydanie z 1574 roku w tłumaczeniu Hieronima Maleckiego). Miał również kazania Grzegorza z Żarnowca (z XVI w.), popularne na Mazurach dzieła Jana Arndta "O prawdziwym chrześcijaństwie", kazania Samuela Dambrowskiego oraz Davida Hollaza "Zbawienny Łaski Ewangeliczney Porządek". Tę ostatnią pracę w 1859 r. wznowił własnym sumptem w oleckiej drukarni Edwarda Peglaua, w nakładzie 2 tys. egzemplarzy. Udało mu się sprzedać jedynie 540 egz. Przyczyną tego był brak pomocy (i zainteresowania) okolicznych pastorów i nauczycieli oraz bieda mazurskiej wsi.
Dzięki jego staraniom w Markowskich gorzałkę usunięto nawet z karczmy, a karczmarz podawał gościom tylko piwo oraz herbatę - nieznaną dotąd na mazurskiej wsi. 
Uzyskawszy zgodę władz kościelnych w 1867 roku wyruszył w podróż po Mazurach. Spotykał się i prowadził rozmowy z Mazurami. Oprócz wygłaszanych kazań, religijne treści przekazywał też w formie wierszowanej. 
Zdaniem historyków, jego działalność była czym wyjątkowym i zgoła sensacyjnym w skali całych Mazur. Jego śmierć (7 lutego 1884), stała się głośnym wydarzeniem w okolicy. Jeden z ludowych poetów mazurskich, Tobiasz Stullich, uczcił jego pamięć wierszem.